# Wojskowa Służba Kobiet
Wojskowa Służba Kobiet (WSK) – służba Armii Krajowej.
Wojskowa Służba Kobiet na szczeblu Komendy Głównej Armii Krajowej wchodziła w skład Oddziału I Organizacyjnego. Miała swoje odpowiedniki na niższych szczeblach organizacyjnych AK (okręgi, obwody).

## Struktura organizacyjna i obsada personalna WSK w lipcu 1944 r.
- dowódca – ppłk Maria Wittek ps. Mira
- I zastępca – Ewa Grodecka ps. Magda
- II zastępca – Jadwiga Falkowska ps. Zdzisława (do czerwca 1944); Halina Jabłońska ps. Danuta (lipiec–październik 1944)[1]
- kierownik sekretariatu – Antonina Popiel ps. Popiel, Maria Karaśkiewicz ps. Maria
- kierownik łączności – Maria Czernik-Anyżewska ps. Niusia
- Referat Organizacyjny – Wanda Czarnocka–Karpińska ps. Czesława, Helena Hudec ps. Janka, Jadwiga Stempniewicz ps. Ewa–Teresa, Maria Zaborowska, Wacława Zastocka, Elżbieta Zawacka ps. Zo[2]
- Referat Inspekcji – Maria Kornusowa ps. Marysia, Maria Raś–Grabowska ps. Wiesława[2]
- Referat Personalny – Wiktoria Stokowska ps. Iza
- Referat Wyszkolenia – Helena Dobrowolska „Irys”, Janina Kiewlicz–Dalczyńska ps. Nika, Stefania Kudelska ps. Hanna, Stanisława Radlicka ps. Anna, Maria Swoboda ps. Inka, Wanda Szaynokowa ps. Sobolewska, Eugenia Świerkosz–Przybyłowa ps. Wanda, Halina Wasilewska ps. Krystyna[2]
- Referat Sanitarny – Walentyna Bitnerowa ps. Jadwiga, Maria Tarnowska ps. Stanisława, Zofia Wojno ps. Doktór Wanda[2]
- Referat Administracyjny – Wanda Bogdanowicz ps. Wanda, Janina Skoszkiewicz ps. Inka, Janina Skrzyńska ps. Zbigniewa, Wanda Turowska ps. Grażyna[2]

## Upamiętnienie
W lipcu 2004 nazwę ulica Wojskowej Służby Kobiet nadano ulicy w rejonie Kopca Powstania Warszawskiego i ulicy Bartyckiej.